# Elinor Byrns
Elinor Byrns (Lafayette, 1876 - 27 de mayo de 1957) fue una abogada, pacifista y feminista estadounidense, cofundadora de la Women's Peace Society y la Women's Peace Union.

## Trayectoria
Byrns asistió a la Girls' Classical School en Indianápolis y se graduó de la Universidad de Chicago en 1900. Obtuvo su licenciatura en derecho en la Universidad de Nueva York. Trabajó en una firma de abogados corporativos en la ciudad de Nueva York durante dos años, hasta que se fue desilusionada de cómo se practicaba la ley. Se aprovechó de esta experiencia para su ensayo publicado en 1916 en The New Republic, titulado The Woman Lawyer, declarando: "No quiero ejercer la abogacía si eso significa participar en un juego".
Ejerció su activismo en los círculos feministas de la ciudad de Nueva York durante la década de 1910, como miembro del Club Heterodoxy, y ayudó a planificar el primer desfile sufragista en la Quinta Avenida. Trabajó activamente en la College Equal Suffrage League del Estado de Nueva York. Promovió la idea de "colegios sufragistas", especializados en la formación de mujeres jóvenes interesadas en el activismo. Fue directora de publicidad nacional de la National American Woman Suffrage Association hasta que renunció en 1917, por el apoyo a la organización de la Primera Guerra Mundial. Renunció a la Liga Internacional de Mujeres por la Paz y la Libertad al mismo tiempo.
Tras separarse de las principales organizaciones feministas, Byrns centró sus energías en el pacifismo, como vicepresidenta de la Women's Peace Society, formada en 1919, y cofundadora de la Women's Peace Union en 1921. En 1923, junto a Caroline Lexow Babcock, redactaron una enmienda constitucional para eliminar el poder del Congreso de los Estados Unidos para declarar o financiar la guerra. Byrns también estaba en el comité ejecutivo de la War Resisters League en 1924.
 

Sobre la razón de su trabajo por la paz en una audiencia en el Senado de los Estados Unidos en 1927, Byrns explicó: 
 Un gobierno que aprenda a respetar la vida será un gobierno sano, al darse cuenta de la locura y la maldad de permitir, y mucho menos de obligar, a sus ciudadanos a disfrutar de la anormalidad de la guerra. Sabrá que la vida, en sí misma valiosa, puede hacerse rica y hermosa. Entenderá que sus ciudadanos nunca podrán alcanzar el punto más alto de desarrollo a menos que abandonen prácticas tan desagradables como el asesinato y la violación de la personalidad de los demás, y se concentren más bien en actividades creativas y constructivas.  
Byrns murió en 1957, a los 80 años. 